# Trichoglottis papuana
Trichoglottis papuana är en orkidéart som beskrevs av Rudolf Schlechter. Trichoglottis papuana ingår i släktet Trichoglottis och familjen orkidéer. Inga underarter finns listade i Catalogue of Life.